# 鈴木歩惟
鈴木 歩惟（すずき あい、1991年7月23日 - ）は、日本の元モデル、元レースクイーンである。
愛知県出身。カバーガールエンターテインメント（CGE）に所属していた。
同姓同名のアクション女優が存在するが別人である。

## 略歴
- 高校卒業後はOLをしていたが、モデルになる夢を捨てきれず[4]2012年にCGEへ入所。2013年、岡山国際サーキットクイーンに就任し1年間務める[5]。
- 2013年12月6日、ミス・ユニバース・ジャパン沖縄大会（於：沖縄コンベンションセンター）で優勝[4]。 沖縄県代表として翌年3月の日本大会に出場するも、上位5名への入賞はならなかった[6][7]。
- 2015年、SUPER GT「MOTULサーキットレディ」に就任。MOTULのサーキットレディとしては初の1990年代生まれでもある。ちなみに前任者の高橋美咲も、鈴木と同じ2014年度のミス・ユニバース・ジャパンファイナリストだった[7]。しかし、高橋が4年近く在任してきたMOTULサーキットレディ（NISMO・GT500クラス）は、この年から再び1年交代に戻っている。
- 2015年12月6日、第31回NAHAマラソンに出場し、6時間12分35秒で完走。
- 2016年3月13日、名古屋ウィメンズマラソン2016に出場[2]。

## 人物
- 中学時代はソフトボール部、高校では弓道部に入っていた。
- 好きな色は、MOTULのシンボルカラーである赤。
- 3歳下の弟がいる。

## 出演

### テレビ
- 100秒ドライブ（テレビ朝日、2014年11月29日放送） - 岐阜編に出演

### 雑誌
- フリーペーパー「CARZONE」2012年10月号ピンナップガール
- 東海ウォーカー（KADOKAWA） - モデルとして不定期出演

### 広告
- 「テレピアデンタルオフィス」イメージモデル（2015年 ）[8]

### イベント
- 第26回日本最南端与那国島国際カジキ釣り大会（2015年7月3日 - 5日） - プレゼンターとしてゲスト出演[6]
- 東京オートサロン2016（2016年1月15日 - 17日、幕張メッセ）- NISSANブースにMOTULサーキットレディとして出演[9]